# 天主教福岡教區
天主教福岡教區（日语：カトリック福岡教区）位於日本福岡市，是羅馬天主教在日本設立的16個教區之一，屬長崎教省的子教區。此教區轄福岡、熊本和佐賀三縣。
現任教區主教為若瑟·瑪利亞·阿貝爾拉-巴特列，榮休主教為宮原良治。

## 歷史
該教區於1927年7月16日從當時的長崎教區分拆出來。

## 主教
- 福岡教區主教（羅馬禮）
  - Fernand-Jean-Joseph Thiry主教（1927年7月14日－1930年5月10日）
  - Albert Henri Charles Breton主教（1931年6月9日－1941年1月16日）
  - 深堀仙右衛門主教（宗座署理，1941年－1944年3月9日）
  - 深堀仙右衛門主教（Dominic Senyemon Fukahori，1944年3月9日－1969年11月15日）
  - 平田三郎主教（Peter Saburo Hirata，1969年11月15日－1990年10月6日）
  - 松永久次郎主教（Joseph Hisajiro Matsunaga，1990年10月6日－2006年6月2日）
  - 宮原良治（德语：Dominic Ryōji Miyahara）主教（2008年3月19日[3]－2019年4月27日[2]）

## 外部連結
- Giga-Catholic Information （页面存档备份，存于） （英文）
- Catholic Hierarchy （页面存档备份，存于） （英文）